# Luis Zingerle
Alois Anton „Luis“ Zingerle (* 11. August 1933 in Schalders; † 15. November 2022 in Raas) war ein Südtiroler Politiker.

## Biographie
Zingerle studierte an der Universität Innsbruck Geschichte. Seine Promotion erlangte er mit der 1963 eingereichten Dissertation Die Säkularisation des Hochstiftes und Domkapitels von Brixen durch Österreich : mit einem kurzen Überblick bis zum Jahre 1815. Nachdem er zunächst als Lehrer gearbeitet hatte, war er ab 1965 Direktor der Brixner Berufsschule.
Seit den 60er Jahren hatte Zingerle politische Funktionen in der Südtiroler Volkspartei inne. Von 1964 bis 1970 fungierte er als Bezirkssekretär, ab 1976 war er Obmann des SVP-Bezirks Brixen und Mitglied der Parteileitung. Von 1969 bis 1979 wirkte er als Stadtrat in Brixen. 1979 rückte er nach dem Ausscheiden von Joachim Dalsass in den Südtiroler Landtag und damit gleichzeitig den Regionalrat Trentino-Südtirol nach. Am Ende seiner zweiten und letzten Legislaturperiode amtierte Zingerle, Gegner des Abschlusses der Südtiroler Autonomieverhandlungen mit Italien und der Abgabe der Streitbeilegungserklärung vor den Vereinten Nationen, von 1987 bis 1988 als Regionalratspräsident.
Der in Raas wohnhafte Zingerle war langjähriges Mitglied und Funktionär des Südtiroler Schützenbunds und stand von 1995 bis 2001 als erster Obmann dem Gesamttiroler Schützenbund vor.